# Víctor Coral Pérez
Víctor Daniel Coral Pérez (Tarapoto, San Martín, 14 de octubre de 1947) es un periodista, notario y político peruano. Fue congresista de la república durante el periodo 1995-2000 y alcalde de la provincia de San Martín en dos ocasiones.

## Biografía
Nació en Tarapoto, ciudad ubicada en el departamento de San Martín en Perú, el 14 de octubre de 1947. Fue hijo de Víctor Coral Pérez y de Julia Pérez Espinoza. Es casado y tiene seis hijos.
Cursó estudios primarios y secundarios en su natal Tarapoto. Es periodista graduado en la Universidad Nacional de San Martín. También cuenta con el título de notario.
Cuenta con amplia experiencia administrativa en diferentes cargos de alta responsabilidad en el Sector Educación. Es empresario de la radiodifusión, siendo gerente propietario de Radio Imagen A.M. y F.M. Fue también presidente de la Junta Empresarial y del Directorio de EMAPA SAN MARTIN.
En enero del 2019, Víctor Coral fue elegido como decano del Colegio de Notarios de la región San Martín.

## Carrera política
Como político incursiona como militante de Acción Popular, partido político fundado por Fernando Belaúnde Terry.
En el año 1989 fue elegido como alcalde de la provincia de San Martín por el Frente Democrático, coalición política liderada por Mario Vargas Llosa, para el periodo 1990-1992. En 1993 fue reelegido en el cargo para un segundo mandato municipal.
En las elecciones parlamentarias del año 1995, postuló al Congreso de la República por Acción Popular y resultó elegido como congresista por la región San Martín para el periodo parlamentario 1995-2000, obteniendo 11,543 votos.
Como congresista integró las Comisiones de Defensa y Ambiente. Formó también parte de la oposición al gobierno de Alberto Fujimori.
En 2002 intento sin éxito su regreso a la alcaldía de la provincia de San Martín.